# A Portrait of Chris
| Recensione | Giudizio |
| ---------- | -------- |
| AllMusic   |          |

A Portrait of Chris è un album in studio della cantante jazz statunitense Chris Connor, pubblicato dalla Atlantic Records nel marzo del 1961.

## Tracce

### LP
(1961, Atlantic Records, 8046/SD 8046)
Lato A (11765)
1. Follow Me – 2:47 (testo: Alan Jay Lerner – musica: Frederick Loewe) – Registrato il 16 novembre 1960 a New York
2. Alone Together – 2:43 (testo: Howard Dietz – musica: Arthur Schwartz) – Registrato il 19 settembre 1960 a New York
3. All Too Soon – 2:52 (testo: Carl Sigman – musica: Duke Ellington) – Registrato il 27 ottobre 1960 a New York
4. Love – 2:45 (Hugh Martin, Ralph Blane) – Registrato il 19 settembre 1960 a New York
5. Where Flamingos Fly – 3:24 (Harold Courlander, Elthea Peale, John Benson Brooks) – Registrato il 16 novembre 1960 a New York
6. Here's That Rainy Day – 3:01 (testo: Johnny Burke – musica: Jimmy Van Heusen) – Registrato il 27 ottobre 1960 a New York

Durata totale: 17:32
Lato B (11766)
1. Day In, Day Out – 2:25 (testo: Johnny Mercer – musica: Rube Bloom) – Registrato il 19 settembre 1960 a New York
2. If I Should Lose You – 2:46 (testo: Leo Robin – musica: Ralph Rainger) – Registrato il 27 ottobre 1960 a New York
3. I Gotta Right to Sing the Blues – 2:19 (testo: Ted Koehler – musica: Harold Arlen) – Registrato il 16 novembre 1960 a New York
4. Harlequin – 2:47 (testo: Douglass Cross – musica: George Corey) – Registrato il 27 ottobre 1960 a New York
5. I'm Glad There Is You – 4:19 (Paul Madeira, Jimmy Dorsey) – Registrato il 16 novembre 1960 a New York
6. Sweet William – 2:30 (testo: Sid Wayne – musica: Joe Sherman) – Registrato il 16 novembre 1960 a New York

Durata totale: 17:06

## Musicisti
- Chris Connor – voce solista

### Gruppi
Follow Me / Where Flamingos Fly / I Gotta Right to Sing the Blues / I'm Glad There Is You / Sweet William
- Jimmy Jones – pianoforte, arrangiamenti
- Clark Terry – tromba, flicorno (eccetto nel brano: Follow Me)
- Harry Lookofsky – violino (solo nel brano: Follow Me)
- Barry Galbraith – chitarra
- George Duvivier – contrabbasso
- Teddy Sommer – batteria

Alone Together / Love / Day In, Day Out
- Ronnie Ball – pianoforte, arrangiamenti
- Danny Stiles – tromba
- Burt Collins – tromba
- Willie Dennis – trombone
- Phil Woods – sassofono alto
- George Duvivier – contrabbasso
- Ed Shaughnessy – batteria

All Too Soon / Here's That Rainy Day / If I Should Lose You / Harlequin
- Jimmy Jones – arrangiamenti
- Clark Terry – tromba
- Phil Bodner – strumento a fiato
- Hank Jones – pianoforte
- Barry Galbraith – chitarra
- Milt Hinton – contrabbasso
- Osie Johnson – batteria
- Orchestra di strumenti ad arco con Harry Lookofsky come primo violino

### Produzione
- Nesuhi Ertegun – produzione, supervisione
- Phil Ramone, Tom Dowd e Phil Iehle – ingegneri delle registrazioni
- Lee Friedlander – foto copertina album originale
- Gary Kramer – note retrocopertina album originale[4]